# Moulin à vent de Chesterton
Le moulin à vent de Chesterton est l'édifice le plus connu de Chesterton, au Royaume-Uni, situé sur la colline en haut du village depuis près de 400 ans.

## Histoire
Le moulin à vent fut bâti en 1632, probablement par Sir Edward Peyto, qui était maître des lieux. À cette époque, John Stone, un apprenti d'Inigo Jones, était à Chesterton pour concevoir le nouveau manoir, et il a probablement participé à la conception du moulin. Sir Edward était mathématicien et astrologue mais, même si certains ont prétendu que la tour fut construite à l'origine comme observatoire, les archives du domaine, maintenant à la mairie de Warwick, démontrent qu'il a toujours été un moulin à vent, étant de ce fait la plus ancienne tour-moulin en Angleterre encore en état de fonctionner.